# Лох-Хайн
Лох-Хайн (/lɒx ˈhaɪn/; англ. Lough Hyne, ирл. Loch Oighinn) — лох в Западном Корке, Ирландия, примерно в 5 км к юго-западу от Скибберин. Он был объявлен первым морским заповедником Ирландии в 1981 году.

## Особенности
Лох-Хайн, вероятно, было пресноводным озером примерно четыре тысячелетия назад (2000 г. до н. э., во время атлантического бронзового века), когда повышение уровня моря не затопило его солёной океанской водой. В настоящее время озеро питается приливными течениями, которые врываются из Атлантики через Барлог-Крик. Отрезок между ручьём и озером известен как «Пороги». Озеро небольшое, всего 0,8 км на 0,6 км, создаёт необычную среду обитания с сильно насыщенной кислородом, но тёплой морской водой, в которой обитает огромное разнообразие растений и животных, многие из которых не встречаются больше нигде в Ирландии. Широкое разнообразие окружающей среды, например скалы, солончаки, пляжи и районы с сильно различающимся движением воды, увеличивают биоразнообразие этого района. Некоторые дамбы вокруг озера и порогов были построены для оказания помощи во время Великого голода в Ирландии.
Научное исследование местности началось в 1886 году, когда Уильям Споттсвуд Грин впервые зафиксировал присутствие фиолетового морского ежа Paracentrotus lividus. Луи Ренуф возобновил научную работу в 1923 году и продвигал её как «биологическую станцию», и с тех пор там проводились постоянные исследования. Рядом с берегом озера было построено несколько лабораторий, поддерживающих новаторские экологические исследования под руководством Джека Китчинга и Джона Эблинга. Иллюстрированная история морских исследований была опубликована в 2011 году «Лох-Хайн: морские исследователи — в картинках».
Этот район является туристической достопримечательностью с постоянной выставкой на озере и его значимостью в близлежащем Центре наследия Скибберин. Руины церкви Святой Бриджит находятся на берегу озера, а также священные колодцы, Тобарин Сул и Скур колодец, на склоне холма Нокомаг. Замковый остров расположен в центре озера, где до сих пор видны руины замка Клоган, когда-то бывшей крепостью клана О’Дрисколл. По природной тропе, ведущей на холм Нокомаг, открывается великолепный вид на озеро и окрестности. Летом Лох-Хайн является популярным местом для занятий каякингом и купанием среди местных жителей и туристов.